# Gigantothrips
Gigantothrips (лат.) — род трипсов из семейства Phlaeothripidae (Thysanoptera).
Известно около 20 видов. Обитают в Старом Свете.

## Распространение
Старый Свет. Из более 20 видов половина (10) обитают в Африке, один — в Мексике и пять — в Индии. Мексиканский вид, скорее всего, был зарегистрирован из-за неправильной маркировки, поскольку три известных экземпляра, по-видимому, представляют азиатский вид. Таким образом, считается, что род полностью обитает в тропиках Старого Света. Gigantothrips elegans широко распространен от Индии до Филиппин, включая южный Китай, на листьях фикусов. G. tibialis был описан со Шри-Ланки, но позднее зарегистрирован на Хайнане (Китай), G. nigrodentatus (Karny) был описан с Явы, а затем зарегистрирован в Индии, тогда как G. gallicola известен только с Явы. Два вида, обитающие только на Филиппинах, G. pontis и G. xynos, были переведены в этот род из Gynaikothrips Дангом и др. (2014). В настоящее время из Китая и Юго-Восточной Азии известно восемь видов, включая два новых вида, обнаруженных в Тибете и Юньнани, — G. tibetanus sp. nov. и G. yunnanensis sp. nov. Виды рода Gigantothrips, встречающиеся в тропических и субтропических регионах Старого Света, связаны с листовым опадом на деревьях Фикус.

## Описание
Крупные трипсы (длина около 5 мм) с четырьмя бахромчатыми крыльями. Голова значительно длиннее ширины, щеки параллельны с несколькими крепкими волосками; глаза нормальные, постокулярные волоски обычно не развиты; стилеты втянуты на одну треть головы, сближены; усики тонкие, 8-сегментные, III с 1 конусом, IV с 3, редко 2; переднеспинка с крупными волосками, часто короткими, нотоплевральные швы неполные (или полные); базантры нет; мезопрестернум лодкообразный; стерноплевральные швы отсутствуют; передний тарзальный зубец обычно присутствует у обоих полов; передние крылья параллельносторонние, с многочисленными дублированными ресничками; пельта треугольная; тергиты II—VI с многочисленными сигмовидными или прямыми крылодержащими волосками; трубка длинная и тонкая с мелкими волосками на поверхности, обычно длиннее головы, анальные волоски короткие; стернит VIII самца с поровой пластинкой или без нее.

## Систематика
Включает около 20 видов из подсемейства Phlaeothripinae в составе рордовой группы Liothrips. Этот род тесно связан с Gynaikothrips и Leeuwenia Karny. Род Gigantothrips был выделен очень рано, в 1900 году немецким биологом Эберхардом Августом Вильгельмом фон Циммерманом, и является одним из самых «старых» родов Phlaeothripinae — только девять других родов были созданы в 1900 году или ранее. Gigantothrips разделяет с Gynaikothrips и Leeuwenia, наряду с другими представителями рода Liothrips, следующие характерные признаки: метаторакальные стерноплевральные швы отсутствуют, мезопрестернум лодкообразный, переднеспинка с нерегулярной сетчатой скульптурой. Gigantothrips отличает от Leeuwenia относительно короткая по сравнению с крупным телом трубка, не веерообразные крупные крылоудерживающие волоски на тергитах и параллельносторонняя голова со слабой скульптурой; от Gynaikothrips — крупные размеры тела (около 5 мм), многочисленные сигмовидные или прямые крылоудерживающие волоски на тергитах II—V и длинная трубка с мелкими волосками на поверхности.
- Gigantothrips afer (Priesner, 1925)
- Gigantothrips baculifer Priesner, 1927
- Gigantothrips brevicornis (Bournier, 1969)
- Gigantothrips caudatus (Bagnall, 1910)
- Gigantothrips elegans Zimmermann, 1900typus
  - =Panurothrips gracilis Bagnall, 1908
- Gigantothrips gallicola (Priesner, 1933)
  - =Syringothrips gallicola Priesner, 1933
- Gigantothrips gardneri Ananthakrishnan, 1960[5]
- Gigantothrips halidayi (Newman, 1856)
- Gigantothrips marshalli Bagnall, 1926
- Gigantothrips micrurus Bagnall, 1936
- Gigantothrips modestus (Priesner, 1937)
- Gigantothrips nigripes Karny, 1924
- Gigantothrips nigrodentatus (Karny, 1913)
  - =Acanthinothrips nigrodentatus Karny, 1913
- Gigantothrips ochroscelis Priesner, 1952
- Gigantothrips pontis (Reyes, 1996)
- Gigantothrips priesneri (Pelikan, 1967)
- Gigantothrips rossi Moulton, 1947
- Gigantothrips schenklingi (Karny, 1920)
- Gigantothrips seshadrii (Ananthakrishnan, 1964)[6]
- Gigantothrips tibetanus Dang & Mound, 2023[1]
- Gigantothrips tibialis Bagnall, 1921
- Gigantothrips vuilleti Bagnall, 1934
- Gigantothrips xynos (Reyes, 1996)[7]
  - =Gynaikothrips xynos Reyes, 1996
- Gigantothrips yunnanensis Dang & Mound, 2023[1]